# Bibliotheek Sint-Donaaskathedraal Brugge
 De bibliotheek van de Sint-Donaaskathedraal en van het kapittel van kanunniken in deze kathedraal, was een van de oudste bibliotheken, zo niet de oudste in Brugge.

## Beschrijving
Gegevens over het boekenbezit in Sint-Donaas zijn niet gemakkelijk bijeen te brengen. Het ging immers om een opgedeeld bezit, enerzijds van de kerkfabriek, anderzijds van de kapittelschool en van het kapittel van kanunniken. Dit laatste vermengde zich soms met het privébezit van de kanunniken. De geschiedenis van deze bibliotheek kan voornamelijk worden opgemaakt aan de hand van de rekeningen van de kerkfabriek van de Sint-Donaaskerk. Hierin werden aankopen van boeken gesignaleerd en vooral ook kosten gemaakt voor het maken van boeken in het eigen scriptorium, waarbij kalligrafen, miniaturisten en boekbinders voor hun werk werden bezoldigd.
Boeken (minstens codices met kerkgezangen) waren ongetwijfeld al aanwezig vanaf de vroegste Sint-Donaaskerk. De schenking van een boek door de Angelsaksische koningszuster Gunildis dateert van 1087 en is meteen de oudste vermelding van het bestaan van een bibliotheek in Brugge. Een lijst daterende uit 1274 vermeldde 136 aanwezige werken. Hierin werd onder meer een schenking vermeld door Egidius van Bredene. In de rekeningen van de kerkfabriek treft men de regelmatige bestellingen van boeken aan, een vijftigtal over de periode 1354-1403.
De aankopen die bekend zijn voor de XVde eeuw betreffen vooral muziekpartituren. Het was de tijd dat, naast vele anderen, Gilles Binchois, Guillaume Dufay, Maarten Colins en Jacob Obrecht aan de Sint-Donaaskerk verbonden waren.
In 1417 werd een kettingbibliotheek geïnstalleerd, waardoor de meest waardevolle boeken beveiligd werden tegen diefstal en verlies. Het ging uiteraard om godsdienstige en liturgische werken. Zeer talrijk waren ze wellicht nog niet en de aanvulling gebeurde vooral door schenkingen vanwege geestelijken of burgers. In 1446-1447, het kapittel zat toen in geldnood, werden een veertigtal boeken verkocht.
Een inventaris van werken aanwezig in de sacristie, opgemaakt in 1518, vermeldde 25 titels (39 banden) zonder dat met zekerheid kan worden gezegd indien alle aanwezige boeken werden vermeld. Ook elders in de kathedraal (onder meer in de kapittelschool) moeten ongetwijfeld boeken aanwezig zijn geweest.
Schenkers van boeken aan de kathedraal waren onder meer Marcus Laurinus, kanunnik Jacobus de Springhere, proost Franciscus van Maldeghem, Claude de Carondelet, bisschop Pieter de Corte.
De bibliotheek werd niet steeds met dezelfde zorg bewaard. Erasmus maakte er zijn beklag over dat sommige op de inventaris voorkomende codices niet meer aanwezig waren. In 1572 werd een aantal boeken verkocht 'omdat men er geen nuttig gebruik meer' voor had. De opkomst van de boekdrukkunst had daarbij ook gemaakt dat men geen al te grote belangstelling meer behield voor de nochtans kostbare handschriften.
Tijdens de Calvinistische periode (1578-1584), waarbij de kathedraal als 'Waalse kerk' werd toegewezen aan de Franstalige calvinisten, werd de bibliotheek geïnventariseerd en de boeken afgevoerd. Ook de boeken die toebehoorden aan het 'Geestelijk Hof', het bisschoppelijk rechtscollege, die zich in de kathedraal bevonden, werden mee afgevoerd. De 'beste' boeken kwamen terecht in de nieuwe openbare bibliotheek die door het calvinistisch stadsbestuur in de Heilig-Bloedkapel werd ingericht. De rest werd verkocht. Het is nochtans waarschijnlijk dat een aantal boeken vooraf in veiligheid was gebracht. De calvinist geworden cellebroeder Clais Panne ontving een vergoeding van de stadsmagistraat omdat hij 'verdonckerde boecken' had teruggevonden. De weggestopte boeken konden vanaf 1584 weer in de openheid komen en er werd aan de wedersamenstelling van de bibliotheek gewerkt, zowel ten gerieve van de kanunniken en de liturgische plechtigheden als voor de kapittelschool.
Bij de afschaffing van het bisdom Brugge op het einde van de 18e eeuw en de confiscatie of verkoop van alles wat zich in de Sint-Donaaskerk bevond, was het einde van de bibliotheek onvermijdelijk. Hier en daar zou later een boek tevoorschijn komen dat uit deze bibliotheek afkomstig was.